# مون كريستا
مون كريستا (بالإنجليزية: Moon Cresta)‏، هي لعبة فيديو يابانية من نوع إطلاق النيران، عرضت اللعبة على صالات الآركيد سنة 1980، وفي السنوات اللاحقة، تم اصدار اللعبة على عدة منصات، ومنها سوبر نينتندو إنترتينمنت سيستم وبلاي ستيشن 4 ونينتندو سويتش.